# Hylaeus filicum
Hylaeus filicum är en biart som först beskrevs av Perkins 1911.  Hylaeus filicum ingår i släktet citronbin, och familjen korttungebin. Inga underarter finns listade i Catalogue of Life.